# 哈勒姆 (喬治亞州)
哈勒姆（英語：Harlem）是一個位於美國喬治亞州哥倫比亞縣的城市。

## 地理
哈勒姆的座標為33°25′01″N 82°18′50″W / 33.41694°N 82.31389°W，而該地的平均海拔高度為169米（即554英尺）。

## 人口
根據2010年美國人口普查的數據，哈勒姆的面積為11.75平方千米，當中陸地面積為11.71平方千米，而水域面積為0.04平方千米。當地共有人口2666人，而人口密度為每平方千米226人。